# Nuestro Padre Jesús de la Redención (Sevilla)
Nuestro Padre Jesús de la Redención en el beso de Judas es una imagen que representa a Jesús de Nazaret en el momento inicial de su pasión cuando Judas Iscariote lo entrega con un beso. La imagen es obra de Antonio Castillo Lastrucci, realizada en 1958. La imagen se venera en la Iglesia de Santiago el Mayor, en la plaza de Jesús de la Redención en Sevilla, Andalucía, España. Hace estación de penitencia a la Santa Iglesia Catedral de Sevilla el Lunes Santo junto con María Santísima del Rocío. El 28 de marzo de 1958 es bendecida la sagrada imagen en la iglesia del hospital de la Misericordia, el mismo día en que la hermandad se traslada a este templo.

## Descripción de la imagen
La imagen es obra Antonio Castillo Lastrucci, realizada en madera de cedro policromada en 1958 y con una altura de 175 centímetros, costando 25.000 pesetas. La imagen está presentada en postura erguida con la cabeza en posición frontal. Los brazos están paralelos al cuerpo y alzados a la altura de la cintura. Los ojos son marrones y presenta la mirada baja, tiene pintadas pestañas, pero es tan leve que casi no se puede apreciar. Las cejas son arqueadas y fruncidas en el entrecejo levemente hacia arriba, tiene el pelo de las cejas "peinado" hacia abajo. La nariz es recta. El tratamiento del bigote nos lo presenta Castillo como un todo, sin aparentemente estar partido como en otras imágenes, aunque se le nota la endidura central; el bigote está peinado verticalmente y en la comisura de los labios presenta suaves rizos hacia dentro. La boca esta entreabierta y muestra los dientes superiores tallados. El resto de la barba es larga, en pico bipartito y ondulada, naciéndole en la barbilla justo debajo del labio.

## Restauraciones de la imagen
En 1987 Miguel Ángel Pérez Fernández sustituyó la peana del Cristo y en 1991 Ricardo Comas Facundo restaura el candelero de la imagen.La restauración llevada a cabo en 1998 por Juan Manuel Miñarro López, se le reintegra la peana original de Castillo Lastrucci a la imagen.

## Vestimenta
Tradicionalmente realiza su estación de penitencia con la túnica blanca lisa. Cuando lleva la túnica blanca normalmente presenta un mantolín de ese mismo color y sin bordar; y en ambos casos siempre esta atada a la cintura por un cordón de pasamanería dorado en cuatro o seis franjas y en la caída lleva varios nudos. La imagen del Señor de la Redención, también posee un amplio ajuar de túnicas y potencias.